# Domenico Vacchiano

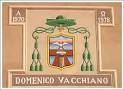
Bischofswappen

Domenico Vacchiano (* 2. September 1914 in Cicciano; † 24. Mai 2001 ebenda) war Prälat von Pompei.

## Leben
Domenico Vacchiano empfing am 1. August 1937 die Priesterweihe.
Papst Paul VI. ernannte ihn am  17. Januar 1970 zum Bischof von Cassano all’Ionio. Der Bischof von Nola, Adolfo Binni, spendete ihm am 1. März desselben Jahres die Bischofsweihe; Mitkonsekratoren waren Antonio Cece, Bischof von Aversa, und Matteo Guido Sperandeo, Bischof von Calvi e Teano. Als Wahlspruch wählte er In caritate fundati. Der Papst ernannte ihn am 30. März 1978 zum Prälaten von Pompei o Beatissima Vergine Maria del Santissimo Rosario und verlieh ihm am 14. November 1987 die Würde eines Erzbischofs ad personam.
Am 13. Oktober 1990 nahm Johannes Paul II. seinen altersbedingten Rücktritt an.